# Градишче при Випави
Градишче при Випави (словен. Gradišče pri Vipavi, итал. Gradischie di Vipacco) је насељено место у општини Випава, Горишка регија, Словенија.

## Историја
До територијалне реорганизације у Словенији било је у саставу старе општине Ајдовшчина.

## Становништво
У попису становништва из 2011. године, Градишче при Випави је имало 225 становника.
| Број становника према пописима | Број становника према пописима | Број становника према пописима |
| ------------------------------ | ------------------------------ | ------------------------------ |
| 1991                           | 2002                           | 2011                           |
| 235                            | 239                            | 225                            |

Напомена: До 1953. исказивано под именом Градишче.